# Acaeroplastes kosswigi
Acaeroplastes kosswigi là một loài chân đều trong họ Porcellionidae. Loài này được Verhoeff miêu tả khoa học năm 1941.